# Dirty Projectors (álbum)
Dirty Projectors es el séptimo álbum de estudio de la banda estadounidense de rock experimental Dirty Projectors, publicado el 21 de febrero de 2017 por el sello Domino Recording Company.

## Recepción
Dirty Projectors recibió reseñas positivas de los críticos musicales, con una calificación de 77 sobre 100 en el sitio web del agregador de reseñas Metacritic.

## Lista de canciones
| N.º | Título                               | Duración |  |
| 1.  | «Keep Your Name»                     | 4:30     |  |
| 2.  | «Death Spiral»                       | 5:08     |  |
| 3.  | «Up in Hudson»                       | 7:31     |  |
| 4.  | «Work Together»                      | 4:24     |  |
| 5.  | «Little Bubble»                      | 5:05     |  |
| 6.  | «Winner Take Nothing»                | 4:49     |  |
| 7.  | «Ascent Through Clouds»              | 6:56     |  |
| 8.  | «Cool Your Heart» (con Dawn Richard) | 3:49     |  |
| 9.  | «I See You»                          | 6:05     |  |

| iTunes bonus track |                        |               |          |  |
| N.º                | Título                 | Productor(es) | Duración |  |
| 10.                | «Little Bubble» (edit) |               | 3:28     |  |

Samples
- "Keep Your Name" contiene un sample del tema "Sheathed Wings" interpretado por Dan Deacon
- "Death Spiral" contiene un sample del tema "Scene d'Amour", escrito por Bernard Herrmann para la banda sonora Vertigo

## Posicionamiento en listas
| Listas (2017)                       | Posición |
| ----------------------------------- | -------- |
| Bélgica (Ultratop flamenca)         | 84       |
| Países Bajos (Album Top 100)        | 122      |
| Reino Unido (UK Independent Albums) | 24       |
| Estados Unidos (Independent Albums) | 18       |